# Basilio Tomás Sancho Hernando

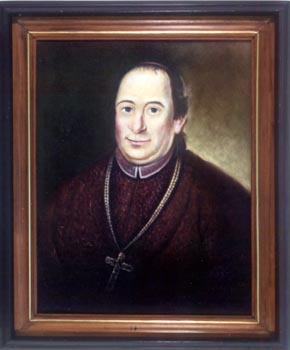
Basilio Tomás Sancho Hernando

Basilio Tomás Sancho Hernando (de Santas Justa y Rufina (Villanueva, 18 september 1728 - 15 december 1787) was een rooms-katholieke geestelijke. Sancho de Justa was aartsbisschop van Manilla tot zijn dood op 15 december 1787.
Sancho de Justa was afkomstig uit Aragon en had nauwe banden met koning Karel III van Spanje. Hij was lid van de Orde der Piaristen
Op 14 april 1766 werd Sancho de Justa benoemd tot aartsbisschop van Manilla. Hij zou het ambt ruim twee decennia vervullen, tot zijn dood op 15 december 1787. Omdat het nieuws uit de Filipijnse kolonie er in die tijd maanden over deed om Europa te bereiken, kon het gebeuren dat hij twee dagen na zijn dood door de paus benoemd werd tot aartsbisschop van Granada.